# Nurefsun Kadın
Nurefsun Kadın, död 1915, var andra hustru till den osmanska sultanen Abd ül-Hamid II (regerande 1876–1909).